# Axel i Eigil Axgil
Axel (ur. 3 kwietnia 1915, zm. 29 października 2011) i Eigil Axgil (ur. 24 kwietnia 1922, zm. 22 września 1995) byli duńską parą działaczy na rzecz LGBT oraz pierwszą jednopłciową parą na świecie, która zawarła rejestrowany związek partnerski (Dania wprowadziła związki partnerskie w 1989 roku jako pierwsze państwo na świecie). Para przybrała w 1950 roku wspólne nazwisko, będące połączeniem ich imion. Ich nazwiska rodowe brzmiały: Axel Lundahl-Madsen i Eigil Eskildsen.
W 1948 roku para zainspirowana Powszechną Deklaracją Praw Człowieka wraz z kilkoma znajomymi założyła stowarzyszenie F-48 (duń. Forbundet af 1948, czyli Stowarzyszenie 1948 roku) – pierwszą duńską organizację działająca na rzecz osób homoseksualnych. Do 1951 roku F-48 miało 1339 członków oraz filie w Szwecji i Norwegii. W 1985 roku F-48 zostało Duńskim Narodowym Stowarzyszeniem Gejów i Lesbijek (Landsforeningen for Bøsser og Lesbiske, Forbundet af 1948 lub LBL). Axel i Egil Axgil wydawali ponadto czasopismo skierowane do gejów i lesbijek – „Vennen” („Przyjaciel”).
1 października 1989 roku jako pierwsza jednopłciowa para na świecie zawarli rejestrowany związek partnerski. Udzielił im go wiceburmistrz Kopenhagi, Tom Ahlberg. Wydarzeniu temu towarzyszyło zainteresowanie światowych mediów.
Egil Axgil zmarł w 1995 roku w wieku 73 lat. Axgilowie byli parą przez 40 lat.